# استان اسیوط
استان اَسیوط (به عربی: محافظةاَسیوط) از استان‌های کشور مصر است.

## جغرافیا
جمعیت این استان ۳٬۵۰۰٬۰۰۰ نفر است.
این استان به درازای ۱۲۰ کیلومتر در راستای رود نیل ادامه دارد و مرکز آن شهر اسیوط است.
نام اسیوط از واژةٔ مصری قدیم سیوت به معنای پاسبان گرفته‌شده‌است.

## بخش‌بندی
این استان از ۱۱ شهرستان به مرکزیت ۱۱ شهر، و ۵۲ دهستان تشکیل شده‌است.
۲۳۵ روستا و ۹۷۱ دهکده در این استان قرار دارند.
مراکز شهرستان‌ها
| استان     | شهرستان   | جمعیت (۲۰۰۱) | مساحت (کیلومتر²) | تراکم جمعیت (نفر/کیلومتر²) |
| --------- | --------- | ------------ | ---------------- | -------------------------- |
| اسیوط     | دیروط     |              |                  |                            |
| اسیوط     | قوصیه     |              |                  |                            |
| اسیوط     | ابنوب     |              |                  |                            |
| اسیوط     | منفلوط    |              |                  |                            |
| اسیوط     | اسیوط     |              |                  |                            |
| اسیوط     | ابو تیج   |              |                  |                            |
| اسیوط     | غنایم     |              |                  |                            |
| اسیوط     | ساحل سلیم |              |                  |                            |
| اسیوط     | بداری     |              |                  |                            |
| اسیوط     | صدفا      |              |                  |                            |
| اسیوط     | فتح       |              |                  |                            |
| جمع استان |           |              |                  |                            |

## گردشگری
به خاطر وجود تمدن دیر تاسا و تمدن بداری در این منطقه در روزگار باستان، امروزه دیدنی‌های زیادی از آن روزگاران در این استان وجود دارد.

## سرشناسان
- سید قطب معلم شهید
- جمال عبدالناصر رئیس جمهور پیشین مصر
- احمد حسن باقوری وزیر پیشین اوقاف مصر
- مصطفی لطفی منفلوطی، نویسنده
- حافظ ابراهیم، چامه‌سرا
- یوسف سباعی، نویسنده
- عمر مکرم
- کمال حسن علی، نخست‌وزیر پیشین
- احمد بهاءالدین، روزنامه‌نگار
- نیازی مصطفی
- جلال‌الدین سیوطی، حدیث‌پژوه و کلام‌شناس
- بابا شنوده سوم اسقف کلیسای قبطی تا سال ۱۱۷
- طاهر ابوزید فوتبالیست باشگاه الاهلی
- هادی خشبه فوتبالیست باشگاه الاهلی